# Pardasuka (Kota Agung)
Pardasuka is een bestuurslaag in het regentschap Tanggamus van de provincie Lampung, Indonesië. Pardasuka telt 559 inwoners (volkstelling 2010).